# 아라키 료타로
아라키 료타로(일본어: 荒木 遼太郎, 2002년 1월 29일~)는 일본의 축구 선수이다.

## 구단 경력
2020년 J1리그의 가시마 앤틀러스에 입단하였다. 2024년 FC 도쿄로 임대 이적했다.

## 국가대표팀 경력
그는 2024년 AFC U-23 아시안컵에 참가할 일본 U-23 국가대표팀에 발탁되었으며, 우승에 기여했다. 2024년 하계 올림픽에도 출전, 4경기에 출전, 8강 진출.